# 帝辛伐东夷
帝辛伐东夷發生於商朝末年，當時东夷叛乱，帝辛集合全国军队出兵讨伐，商军在长勺擊敗东夷军，东夷军遁入山区。最后商军一路追击，攻占东夷营丘城，东夷残军败退至东海一带。虽然商军打贏了伐东夷之战，但是连年征战牵制了商朝大量精锐部队，极大损耗了商朝国力，为其最后灭亡埋下了伏笔。